# Bourne (Lincolnshire)
Pour les articles homonymes, voir Bourne.
Bourne est une ville du Lincolnshire, dans l'Est de l'Angleterre. Au moment du recensement de 2001, elle comptait 11 933 habitants et au recensement de 2021, elle comptait 17 490 habitants.
La ville, mentionnée pour la première fois dans un document de 960, apparaît dans le Domesday Book sous le nom de Burne. Elle abritait une abbaye jusqu'à la dissolution des monastères ordonnée par Henri VIII au XVIe siècle.
Hereward l'Exilé est censé être né dans la région de Bourne.

## Jumelages
- Doudeville (France) depuis 1989